# Leonardo Ruíz Pineda
Pour les articles homonymes, voir Pineda.
Leonardo Ruíz Pineda est l'une des huit paroisses civiles de la municipalité de Tucupita dans l'État de Delta Amacuro au Venezuela. Sa capitale est Urbanización Leonardo Ruíz Pineda.

## Géographie

### Démographie
Hormis sa capitale Urbanización Leonardo Ruíz Pineda, la paroisse civile abrite plusieurs localités ou habitations de localités voisines, dont :
- El Caigual (partagé avec Monseñor Argimiro García)
- Guasina (partagé avec Monseñor Argimiro García)
- Las Mulas (partagé avec Monseñor Argimiro García)
- Los Guires (partagé avec Monseñor Argimiro García)
- Urbanización Leonardo Ruíz Pineda